# Дибич
Дибич е село в Североизточна България. То се намира в община Шумен, област Шумен. Наречено е на руския пълководец Иван Дибич-Забалкански.

## География
Намира се на 8 km южно от град Шумен. Първа жп спирка след Шумен по клоновата жп линия Шумен-Комунари, клон на главната линия София-Мездра-Плевен-Г. Оряховица-Варна. Следващите спирки на влака са съседните села Радко Димитриево и Ивански, и град Смядово.
Селото е разположено на най-ниските тераси на Провадийското плато.

## История
През османския период селото носи името Касаплар.
През периода 1933–1945 в селото работи птицевъдно дружество „Ярка“.

## Население
Численост на населението според преброяванията през годините:
| \| Година на преброяване \| Численост \| \| --------------------- \| --------- \| \| 1934 \| 1269 \| \| 1946 \| 1334 \| \| 1956 \| 1173 \| \| 1965 \| 1408 \| \| 1975 \| 1413 \| \| 1985 \| 1314 \| \| 1992 \| 1176 \| \| 2001 \| 1072 \| \| 2011 \| 1019 \| \| 2021 \| 1019 \| |           |
| Година на преброяване | Численост |
| 1934 | 1269      |
| 1946 | 1334      |
| 1956 | 1173      |
| 1965 | 1408      |
| 1975 | 1413      |
| 1985 | 1314      |
| 1992 | 1176      |
| 2001 | 1072      |
| 2011 | 1019      |
| 2021 | 1019      |

### Етнически състав

#### Преброяване на населението през 2011 г.
Численост и дял на етническите групи според преброяването на населението през 2011 г.:
|                     | Численост | Дял (в %) |
| Общо                | 1019      | 100,00    |
| Българи             | 938       | 92,05     |
| Турци               | 14        | 1,37      |
| Цигани              | 28        | 2,74      |
| Други               |           |           |
| Не се самоопределят |           |           |
| Неотговорили        | 25        | 2,45      |

## Обществени институции
- Читалище „Развитие-1897 г.“, към което има състав за народни танци „Лудоселци“.
- ОУ „Никола Й. Вапцаров“ – Първоначално училището нямало своя сграда, а децата са учили в отделни частни къщи, т.нар. селски дюкяни. На 7 октомври 1928 година се полагат основите на сегашната сграда. През 1931 година тя е завършена и първоначалното училище и прогимназията се сливат в едно училище. Сградата прави впечатление със своята архитектура и функционалност. Училището е със статут на средищно, в което се обучават ученици от село Дибич и още осем съставни села. С помощта на МОМН училището разполага с училищен автобус.
- Черква „Света Троица“ - построена е през 1856 година. През 2010 година на храма е дарено копие на чудотворна икона на Света Богородица от манастира в Зарваниця в Тернопилска област, Украйна[6] (манастирът е към УГКЦ[7]). През 2019 година е извършено обновление на храма[8].

## Редовни събития
Ежегодно провеждани празници:
- Бабин ден
- 8 март – Международен ден на жената
- май – „Дни на моето родно село“
- 1 юни – Ден на детето
- Коледа
- Нова година